# Abbreviazioni galeniche
Le seguenti tabelle riportano delle abbreviazioni usati su ricette mediche fitoterapiche per farmacisti, speziali ed erboristi.

## Erbe
La seguente terminologia latina (e le sue rispettive abbreviazioni) viene usata per le differenti parti di erbe e piante su ricette e fogli illustrativi di fitofarmaci:

## Preparazioni
Sulle ricette si usano delle abbreviazioni standardizzate provenienti dal latino per comunicare con il farmacista in modo standardizzato.

## Quantità contate
Per quantità “contate” (pezzi, esemplari, gocce) si usano a regola d'arte le cifre romane, p.es. “gtt. X” ⇒ per “10 gocce”